# 初恋 (GOING UNDER GROUNDのシングル)
「初恋」（はつこい）は、GOING UNDER GROUNDのシングル。ビクターエンタテインメント内のレーベルHAPPYHOUSEより2008年3月19日発売。

## 概要
メジャーデビュー後18枚目（通算21枚目）のシングル。初めてのカバー曲でのシングルリリースとなり、収録されている3曲全曲がカバー作品である。ジャケットとリード曲のMVには、リード曲が使われたCM「白いなっちゃん」に出演した堀北真希が起用された。前作「さかさまワールド」のおよそ2倍の初動売り上げを記録した。

## 収録曲
1. 初恋
（作詞・作曲：村下孝蔵）
村下孝蔵の1983年のヒット曲である「初恋」のカバーである。
2008年1月30日より各種配信サイトで配信が開始され、配信限定の予定だったが、好評だったためシングル化された[1]。
サントリー「白いなっちゃん」CMソング。
2. イージュー★ライダー
（作詞・作曲：奥田民生）
奥田民生の1996年のヒット曲である「イージュー★ライダー」のカバー。奥田民生のトリビュート・アルバム『奥田民生・カバーズ』に収録されていたもの。
3. Y
（作詞・作曲：草野正宗）
スピッツが1995年にリリースしたアルバム『ハチミツ』の収録曲のカバー。スピッツのトリビュート・アルバム『一期一会 Sweets for my SPITZ』に収録されていたもの。発表された2002年当時のプロデューサーである上田ケンジがプロデュースに携わっている。

## 収録アルバム
初恋
- COMPLETE SINGLE COLLECTION 1998-2008

イージュー★ライダー、Y
- THE BOX - B-SIDE COLLECTIONに収録。

### コンピレーション
- DJ KEN-ICHIRO『J-POP DRIVING～NON-STOP MIX by DJ KEN-ICHIRO』 - 「初恋」を収録[2]。
- ビクターエンタテインメント『俺たちのフォーク！カバー篇』 - 「初恋」を収録[3]。